# UNTAG
Il Gruppo di Assistenza Transitoria delle Nazioni Unite (UNTAG dall'inglese United Nations Transition Assistance Group) è stata una missione di assistenza delle Nazioni Unite nella Namibia.
Il mandato, stabilito con la risoluzione 632 del Consiglio di Sicurezza delle Nazioni Unite del 16 febbraio 1989, era quello di assistere il "Rappresentante speciale del Segretario generale delle Nazioni Unite", Martti Ahtisaari, nel garantire alla Namibia una piena autonomia, una tranquilla transizione democratica e libere elezioni. Il contingente era formato da 7.500 militari.
Durante la missione furono raggiunti importanti obiettivi: tutti gli ostili vennero neutralizzati o espulsi dal paese, tutte le leggi discriminatorie furono abrogate, i prigionieri politici vennero rilasciati, furono fatti ritornare i rifugianti in Namibia, la legge e l'ordine vennero garantiti imparzialmente.
Contributori di personale militare: Australia, Austria, Bangladesh, Barbados, Belgio, Canada, Cina, Congo, Costa Rica, Cecoslovacchia, Danimarca, Egitto, Repubblica Federale di Germania, Figi, Finlandia, Francia, Repubblica Democratica Tedesca, Ghana, Grecia, Guyana, Ungheria, India, Indonesia, Irlanda, Italia, Giamaica, Giappone, Kenya, Malaysia, Paesi Bassi, Nuova Zelanda, Nigeria, Norvegia, Pakistan, Panama, Perù, Polonia, Portogallo, Singapore, Spagna, Sudan, Svezia, Svizzera, Thailandia, Togo, Trinidad e Tobago, Tunisia, Unione Sovietica, Gran Bretagna e Jugoslavia.
La missione si è conclusa nel marzo 1990 con il pieno raggiungimento degli obiettivi, nell'aprile dello stesso anno la Namibia è entrata a far parte delle Nazioni Unite.
Durante la missione 11 militari e 4 civili sono rimasti uccisi.